# Encyklopedia Orgelbranda
Encyklopedie Orgelbranda – pierwsze polskie nowoczesne encyklopedie autorstwa 181 polskich naukowców, wydawane w firmie wydawniczej  Samuela Orgelbranda i później jego synów.

## Edycje
W sumie opublikowane zostały trzy edycje w pięciu wydaniach :
- S. Orgelbranda Encyklopedia Powszechna (1859), 28 tomów, Warszawa, pierwsza edycja z lat 1859-1868, największe objętościowo wydanie encyklopedii[2] [3];
- S. Orgelbranda Encyklopedia Powszechna (1872), 12 tomów, Warszawa, trzy wydania: 1872-1876; 1877-1879; 1883-1884, dwukrotnie mniejsza edycja od pierwszego wydania, nazywana popularnie Małym Orgelbrandem[4] ;
- S. Orgelbranda Encyklopedia Powszechna (1898), wydanie ilustrowane, 18 tomów, Warszawa, 1898-1904 (16 tomów podstawowych), 1911 suplement cz.I, 1912 suplement cz.II